# 천안시의 행정 구역
천안시의 행정 구역은 2개 구, 4개 읍, 8개 면, 19개 행정동, 30개 법정동으로 구성되어 있다. 천안시의 면적은 636.10km2이며, 충청남도 전체면적 8,245.54km2의 7.7%를 차지하고 있다. 2020년 기준 인구는 676,996명에 남녀 성비는 여자 100명에 남자는 105명이다.

## 행정 구역
2024년(2024년 1월 1일 갱신) 기준으로 한 행정구역과 인구는 다음과 같다.